# Фонд защиты тропических лесов
Фонд защиты тропических лесов (англ. The Rainforest Foundation UK) — британская благотворительная организация, выступающая за сохранение тропических лесов и борющаяся за права коренных народов, живущих в них.
Фонд защиты тропических лесов был основан в 1989 году бельгийским кинорежиссёром Жан-Пьером Дютилье, музыкантом Стингом и его женой Труди Стайлер в ответ на просьбу вождя племени каяпо. В результате кампании, проведенной Фондом в 1993 году, территории площадью около 44 тысяч квадратных километров были признаны за каяпо.
После такого успеха Фонд расширил горизонты своей деятельности до мирового масштаба. Начиная с 1993 года помощь оказывается как в Южной Америке, так и в Африке и Юго-восточной Азии.
Прибыль Фонда в 2006 году составила £1,185,906, а расход — £1,081,184. Из них £832,104 было потрачено на непосредственную деятельность, £214,042 — на информационную поддержку и образование, £25,215 — на организацию.
Представительства Фонда есть также в США , Норвегии  и Японии.